# Teateråret 1952

## Händelser

### Okänt datum
- Povel Ramel och Felix Alvo startar nöjesföretaget Knäppupp AB
- Karin Kavli blir chef för Göteborgs Stadsteater

## Priser och utmärkelser
- Thaliapriset tilldelas Jarl Kulle
- Torsten Ralf utnämndes till hovsångare
- Georg Årlin på Malmö Stadsteater för "Whistler" i "Hederligt folk" ( Ab Påhls Choklad numera från Kvällsposten)

## Årets uppsättningar
- 2 mars - Pablo Picassos pjäs Åtrån fångad i svansen sätts upp av det ambulerande teatersällskapet The Living Theatre på Cherry Lane Theatre i Greenwich Village.

### Okänt datum
- Børge Müller och Arvid Müllers revy med regi av Stig Lommer Vi spelar igen ... uruppförs på Folkteatern i Stockholm